# Boscos tropicals i subtropicals de frondoses humits
Els boscos tropicals i subtropicals de frondoses humits, també coneguts com a boscos tropicals humits, són biomes de boscos tropicals i subtropicals.
Les regions de boscos tropicals i subtropicals amb baixes precipitacions, són la llar dels boscos tropicals i subtropicals de frondoses secs i dels boscos tropicals i subtropicals de coníferes. El bosc temperat humit també es troba en determinades regions temperades humides de la costa.
El bioma inclou diversos tipus de boscos:
- Els boscos tropicals de fulla perenne de les terres baixes equatorials, coneguts comunament com a selves tropicals, els quals són boscos que reben molta pluja (més de 2.000 mm l'any) durant tot l'any. Aquests boscos es troben en un cinturó al voltant de l'equador, amb major superfície a la conca amazònica a l'Amèrica del Sud, la conca del Congo a l'Àfrica central, Indonèsia i Nova Guinea.
- Els boscos estacionals semi-perennes i els boscos caducifolis humits, els quals reben una precipitació global alta amb una temporada d'estiu càlida i plujosa i una estació d'hivern més freda i seca. Alguns dels arbres d'aquests boscos perden part o la totalitat de les seves fulles durant l'estació seca. Aquests boscos es troben en algunes parts d'Amèrica del Sud, a l'Amèrica Central i la zona del Carib, a la costa de l'Àfrica Occidental, a zones del subcontinent indi i a gran part d'Indoxina.
- Els boscos plujosos de muntanya, alguns dels quals són coneguts com a selves nebuloses, es troben a les àrees muntanyoses de clima més fred.
- Els boscos inundats, inclouen els boscos pantanosos d'aigua dolça i els boscos pantanosos de torba.

Els boscos tropicals i subtropicals de frondoses humits són comuns a diverses ecozones terrestres con són la zona afrotròpica (Àfrica equatorial), la zona indomalaia (parts del subcontinent indi i el sud-est asiàtic), la zona neotropical (el nord de Sud-amèrica i centreamèrica), la zona australàsia (est d'Indonèsia, Nova Guinea, nord i est d'Austràlia), i la zona d'Oceania (les illes tropicals de l'oceà Pacífic). Al voltant de la meitat dels boscos tropicals plujosos del món es troben al Brasil i al Perú. Les selves tropicals cobreixen actualment menys del 6% de la superfície terrestre de la terra. Els científics estimen que més de la meitat de les espècies de plantes i animals del món, viuen en boscos tropicals plujosos.

Els boscos tropicals i subtropicals de frondoses humits segons el sistema de classificació de zones de vida de Holdridge

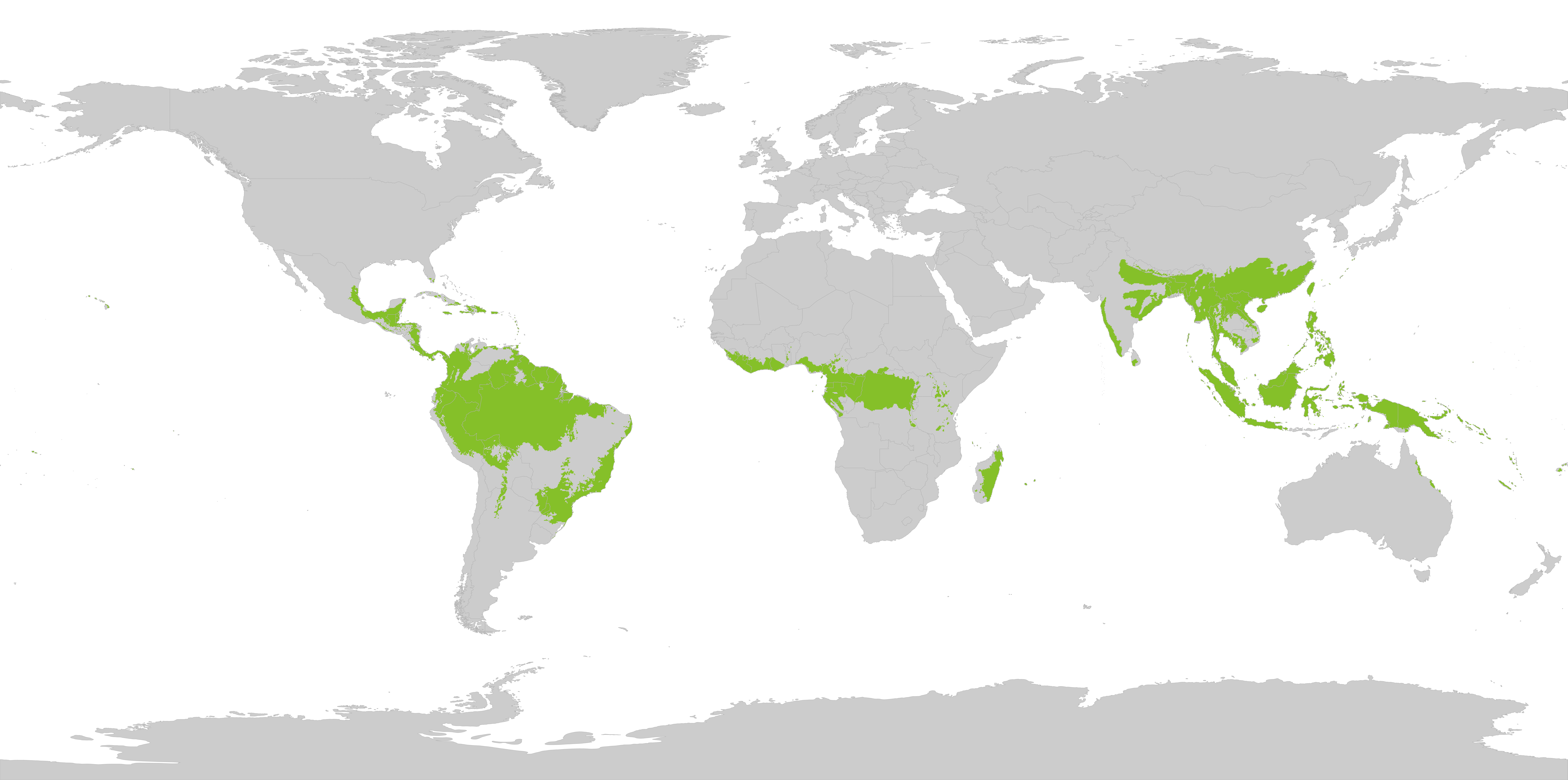
Distribució geogràfica del bioma